# 彼女たちの犯罪
『彼女たちの犯罪』（かのじょたちのはんざい）は、横関大による日本の小説。2019年10月10日に幻冬舎より刊行された後、2022年10月6日に幻冬舎文庫で文庫化された。
接点のなさそうな「彼女たち」の人生が1点で交錯し、やがて手を染めた犯罪が浮き彫りとなる。
2023年7月より、読売テレビの制作で日本テレビ系列にてテレビドラマが放送された。

## あらすじ
彼女たちの事情
彼女たちの嘘
彼女たちの秘密

## 登場人物
日村 繭美（ひむら まゆみ）
大手自動車メーカーの広報を務める女性。34歳。交際相手が既婚者と知る。
神野 由香里（じんの ゆかり）
医者の妻。34歳。夫の不倫と不妊に悩む。
熊沢 理子（くまざわ りこ）
新人刑事。交通課勤務から刑事課に配属される。
神野 智明（じんの ともあき）
医者。由香里の夫。

## 書誌情報
- 横関大 『彼女たちの犯罪』
  1. 単行本：2019年10月10日発売[1]、幻冬舎、ISBN 978-4-344-03524-9
  2. 文庫本：2022年10月6日発売[2]、幻冬舎文庫、ISBN 978-4-344-43239-0

## テレビドラマ
2023年7月20日から9月22日まで、読売テレビ製作・日本テレビ系の深夜ドラマ枠「木曜ドラマ」で放送された。主演は深川麻衣。

### キャスト

#### 主要人物
日村繭美（ひむら まゆみ）〈32〉
演 - 深川麻衣
大手アパレル企業「DAY DREAM NATION」の広報を務める女性。大学の先輩の智明が既婚者と知らずに交際を始める。
神野由香里（じんの ゆかり） / 山下アイ（やました アイ）〈34〉
演 - 前田敦子（幼少期：葉山なつ）
智明の妻。元看護士。結婚して8年。義両親と同居しており、使用人のように扱われている。夫の不倫と不妊に悩む。実家とは疎遠。
繭美が智明と不倫していると知り、慰謝料をせしめるために関係の継続を依頼し、翠が自殺を考えていると察し、繭美に相談する。
母親が出生届を出さなかった無戸籍の私生児アイであったが、看護学校に通わなかった本物の遠藤由香里から金で彼女の戸籍を買い取った。
熊沢理子（くまざわ りこ）〈29〉
演 - 石井杏奈
桜木警察署刑事課強行犯係の新人刑事。巡査部長。大学を中退し警察官となり、交番勤務から念願の刑事課に配属される。小学生の大輔と暮らしている。
繭美や智明と同じ大学に通い、チアリーディング部では繭美の後輩で繭美に憧れていた。
「人生の席替え」と称し、自死を希望する翠に由香里のふりをして自殺してもらい、由香里は翠に成りすまし、妻を亡くした智明の後妻に繭美が収まる完全犯罪を翠と由香里、繭美に持ち掛ける。
末期がんを患い余命が短く、大学時代に性的暴行を加えられた智明への復讐のため探偵に身辺調査をさせ、彼がエリート医師となっていることを知ると、繭美や由香里、翠たちに今回の完全犯罪を持ち掛け社会的に抹殺しようとしていた。
神野智明（じんの ともあき）〈34〉
演 - 毎熊克哉
由香里の夫。「さくらぎ総合病院」の医師。将来の院長候補。大学時代の後輩で想いを寄せていた繭美と再会する。
由香里から繭美と浮気する写真を突き付けられ離婚を要求されるが、それを拒む。
由香里（翠）の遺体が発見された伊豆の漁港近くの崖から自身の万年筆が発見されたことから由香里の死体遺棄の容疑で逮捕されるが、接見した弁護士の助言で、当時繭美と会っていたアリバイを証言したのを撤回し、離婚を切り出された由香里がそれを拒み、死んでやると言って誤って崖から転落したと警察に偽証する。

#### 繭美の関係者
亀山優子（かめやま ゆうこ）〈32〉
演 - 朝倉あき
繭美の大学時代からの友人で、唯一の独身仲間。しかし、マッチングアプリで出会った彼氏にプロポーズされたと繭美に報告する。
繭美の交際相手が智明とは気づいていなかったと言いつつ、裏では大学時代の友人たちに言いふらしており、智明が逮捕されると繭美の様子を伺いに現れる。
井川凪沙（いがわ なぎさ）〈24〉
演 - 鈴木ゆうか
「DAY DREAM NATION」に勤めるクセあり後輩社員。

#### 由香里の関係者
玉名翠（たまな みどり）〈34〉
演 - さとうほなみ
高級住宅街の桜木町に一人で暮らす女性。智明の幼なじみで元小学校教員。由香里の唯一の友人になっていく。バツイチ。
使用人のように扱われる由香里に、智明の浮気の証拠を掴み、離婚して多額の慰謝料を手に入れることを勧める。両親が居眠り運転に巻き込まれ亡くなっており、孤独感から自殺願望を抱き、理子の提案した完全犯罪で由香里に成りすました自殺を申し出て、それを実行する予定であったが、直前で繭美が連れてきた意識不明の遠藤ユカリが由香里の身代わりに崖から海に投棄されたため、生き延びる。
遠藤ユカリの水死体は漁船のスクリューに巻き込まれ激しく損傷し、智明が由香里と証言したことから検死されず、由香里が亡くなったことになる。
神野素子（じんの もとこ）〈58〉
演 - 山下容莉枝
智明の母。由香里に孫の妊娠へのプレッシャーをかけ、使用人扱いする。
神野和雄（じんの かずお）〈62〉
演 - 遠山俊也
智明の父。聖花大病院の外科部長。院長選挙の候補に推挙され、次期院長と目される。

#### 理子の関係者
上原武治（うえはら たけはる）〈48〉
演 - 野間口徹
理子とバディを組む桜木警察署の先輩刑事。飄々としているが実は優秀。
脇谷翔太（わきや しょうた）〈29〉
演 - 鈴木康介
理子や上原たちと事件を追う伊東北警察署の刑事。
熊沢大輔（くまざわ だいすけ）〈9〉
演 - 高木波瑠
理子と一緒に暮らす小学生の息子。
大学時代、理子が智明に乱暴され身籠った子供で、理子は彼に認知を求めず私生児として育てられた。

#### その他
遠藤由香里（えんどう ゆかり）〈34〉
演 - 南沢奈央（第4話 - ）
神野家の屋敷を見上げる謎の女性。由香里を探しているが義母の素子から行方不明と言われたため、旦那の智明を追跡する。
追跡先で智明と密会していた繭美が由香里が崖から飛び降りると通話していることを聞き、由香里の所在をしつこく聞き回ったことで繭美と揉みあいになり道路に転倒し、後頭部を強打し意識不明となる。犯行計画を知られため、繭美に乗用車で伊東まで連れていかれ、本来、翠が由香里の替え玉に自殺するはずだった計画が変更され、翠の代わりに由香里の替え玉として伊東の崖から海に投げ落とされる。「Yukari」と刻印された指輪を付けており、そのことを由香里は繭美から確認されると「この子が本当のユカリ」と答える。
看護学生時代に、席を貸すといってアイに看護学生の身分を金で貸し、卒業するころには50万円で一度戸籍を売ったが、その後も由香里（アイ）に金を要求していた。しかし送金が途絶えたため、神野家を訪ねてきた。
樋口有志（ひぐち ゆうじ）〈34〉
演 - 木村了（第5話 - ）
翠の元夫。学習塾「樋口学習院」の経営者。離婚後も翠を気遣い彼女の様子を伺いに度々自宅を訪ねている。

#### ゲスト

##### 第1話
リポーター
演 - 楠紗友里（第5話・第8話）
静岡県伊東市の富丸漁港付近で死後数日が経過した女性の遺体が発見されたニュースを現地から伝える。
老婦人
演 - 一條眞紀子
交番勤務時代の理子に道案内される。
三木
演 - 村本明久（第4話・最終話）
刑事課長。理子が強行班係に配属されたことを紹介する。
水本さや（みずもと さや）
演 - 森山みつき（第6話・第7話）
「さくらぎ総合病院」の看護師。撮影スタジオの照明が倒れ負傷し、搬送されてきた繭美に対応する。
女子大生
演 - 喜多紗雪
智明が大学時代の、彼の取り巻きの女子大生。
婦人会の幹事
演 - 有希九美
由香里の住む桜木町内婦人会の幹事。バス旅行の案内を翠に届けるよう、由香里に託ける。
婦人会の出席者
演 - 千咲としえ、藤真由美
由香里に次の婦人会の役員になることを勧める。
村上陸、山田篤紀
演 - 市川大貴（第2話 - 第5話）、道川内蒼（第2話 - 第5話）
「DAY DREAM NATION」のスタッフ。繭美が商品紹介の撮影時に負傷したので、凪沙が代行したと弁明し、注意されて泣く凪沙を慰める。
翠の両親
演 - 瀬々敬久、速水今日子
居眠り運転に巻き込まれ亡くなっている。
坂口
演 - 川瀬陽太（第6話）
桜木警察署の署長。由香里が失踪したことから、上原と理子に神野家に事情を聴きに行くように命じる。
森川琴音
演 - 竹野留里（第2話 - 第5話）
繭美の職場の同僚。
ディレクター
演 - 片山健人
web動画「SMUK CHANNEL」のディレクター。
永田
演 - 松原大貴（第4話・第6話・第7話・第9話・最終話）
理子の同僚の強行犯係の刑事。

##### 第2話
彩花
演 - 安藤聖（第3話・第4話）
繭美の上司。凪沙と揉めた繭美に、総務部への異動を告げる。
久保
演 - 岡部尚
ファッション業界転職フェアのスタッフ。繭美に転職先の候補を紹介する。
杉崎
演 - 遊屋慎太郎
優子の婚約者。優子とともに繭美に婚姻届の証人になって欲しいと頼む。
石中志帆、清原望美
演 - 村瀬紗英（第6話）、永島聖羅（第6話）
「さくらぎ総合病院」の受付。由香里の葬儀の参列者。
以前ネクタイを届けに病院を訪れた由香里（繭美）と、遺影の顔が違う気がすると上原に告げる。
探偵
演 - 石飛雄太（第1話）
興信所の探偵。熊沢理子の依頼で神野智明を調査する。
患者
演 - 平岡由里子
病院に智明を訪ねて妻帯者であることを知り、動揺して転倒した繭美に声をかける患者。

##### 第3話
翠の隣人
演 - 木村なおみ
翠の自宅の隣人。翠を訪ねに来た上原と理子に、彼女は海外旅行に頻繁に行くので留守ではないかと教える。
バーテン
演 - 辻川慶治（第4話・第5話）
繭美と智明が訪れたバー「KING'S BAR」の店員。前回来店したとき、カウンター席に理子がいなかったか繭美から確認される。

##### 第4話
女性
演 - 本木幸世
由香里の母・静江が住む三重県のアパートの住人。由香里が亡くなっても母親が葬儀に現れなかったことから、彼女の地元・三重を訪れた上原から職務質問を受け、母親は男性関係にだらしない人間で、その娘の由香里も素行が悪く、なるべく関わりたくないタイプであったと告げる。

##### 第5話
女性
演 - 中村有希
病院外で智明と会っていた製薬会社の社員。智明は繭美に浮気していると疑われないよう、男性に会うと嘘をついていた。
同僚
演 - 菅原亜未（第6話）
総務部に異動後の繭美の同僚。繭美に発注を頼む。

##### 第6話
販売員
演 - イマハシミハル
翠のふりをした由香里を接客するブティックの店員。
佐々岡
演 - 廻飛呂男
智明の弁護士。由香里の死体遺棄の容疑で逮捕された智明に接見し、つまらない事実に拘るより、罪に問われるようなことは何もしていない事実に拘り本当のことを言ったほうが君のためと助言する。
ホール係
演 - 加藤弘晃
翠のふりをして食事に訪れた由香里のクレジットカードでの料金支払いに対応する。
鑑識捜査官
演 - 森田ガンツ（第8話）
伊東北警察署の鑑識捜査官。由香里（翠）の遺体を引き上げた漁船に、遺体の痕跡が残されていないか脇谷たちと検証する。
翠名義のカードの使用履歴から、由香里が亡くなった日に利用された伊東のホテルの防犯カメラの映像に由香里を発見し生存していたことを突き止める。

##### 第7話
面接官
演 - 三宅唱、三島有紀子
繭美が転職面接を受けた会社の面接官。
エステティシャン
演 - 竹崎綾華、天貝直奈実
翠に成りすました由香里に施術を行った後、よっぽど話し相手が欲しいんだろう、寂しいのだろうと陰で話す。
面接官
演 - 冨永昌敬
繭美が転職面接を受けた、上記とは別の会社の面接官。

##### 第8話
遠藤静江
演 - 片岡礼子
三重県に住む由香里の母親。由香里が生きているかもしれないと上原から教えられるが、自分の中の由香里は死んだも同然でどうでもよいと告げる。
また、由香里は仲が良くない自分と離れる口実で看護学校に通ったと考えており、まさか医師と結婚するとは思っていなかったと上原に教える。
捜査員
演 - 花岡翔太
伊東北警察署の捜査員。伊東市の漁港付近で発見され由香里として処理された遺体が、DNA検査の結果、由香里でも翠でもなかったことを報告する捜査会議に出席。
捜査幹部
演 - 中野剛
伊東北警察署の捜査幹部。捜査員たちに翠名義のカードの使用履歴から、由香里と翠の消息を探すように指示を出す。
刑事
演 - 坂口辰平（第9話・最終話）
桜木署の刑事。理子を尋ねに署に現れた智明に、彼女はいま署にいないと教える。
不審者として連行された田岡徹也を取り調べる。
担当医
演 - 谷川昭一朗
腹痛で苦しんだ理子を治療し、仕事を辞めて治療に専念するように彼女に告げていることを、病院に付き添った上原に教える。
理子の親戚
演 - 金子岳憲
理子の遠縁の親戚。付き合いのなかった理子から大輔を引き取って欲しいと懇願されるが、見ず知らずの親戚と田舎で暮らすよりちゃんとした施設に預けたほうが良いと断る。
教員
演 - 岩本淳
由香里が通っていた看護学校の教員。訪ねてきた上原に、在学中の彼女の写真を見せる。
田岡徹也
演 - 前原瑞樹（第9話）
智明の自宅前をうろついていた不審者。警察の職務質問を受け桜木署に連行されるが、ユカリという交際相手を探していたと上原に告げる。
上原から三重県の実家から入手したユカリの写真を見せられると、自分が探していたユカリはこの人物で、神野家にいた由香里はアイという人物だと告げる。
主婦
演 - 中村梨子
腹部の激痛で道路に座り込んでしまった理子を見かけ、心配して声をかける。

##### 第9話
ニュースキャスター
演 - 田中めぐみ（最終話）
伊東の海で発見された遺体は、神野由香里とは別人であるニュースを読み上げる。
由香里（アイ）のクラスメイト
演 - 森脇里奈、橘あるひ
由香里（アイ）の看護学校のクラスメイト。

##### 最終話
施設長、職員
演 - 諏訪太朗、中村みずき
理子たちの逮捕後に大輔が入居した児童養護施設「成育ホーム」の施設長と職員。

### スタッフ
- 原作 - 横関大『彼女たちの犯罪』（幻冬舎文庫）[3]
- 脚本 - 田辺茂範、大林利江子、谷口純一郎[3]
- 音楽 - JABBERLOOP[5]
- 主題歌 - Omoinotake「渦幕」（ソニー・ミュージックレーベルズ）[49]
- オープニングテーマ - THE RAMPAGE from EXILE TRIBE「Summer Riot 〜熱帯夜〜」（rhythm zone）[50]
- 警察監修 - 石坂隆昌
- アクションコレオグラファー - 森﨑えいじ
- 医療監修 - 山本昌督
- 野球指導 - 寺山寛人
- チア指導 - 菅原亜未[51]
- 監督 - 菊地健雄、高橋名月[3]、古畑耕平
- チーフプロデューサー - 前西和成[3]
- プロデューサー - 中山喬詞、矢部誠人、河野美里（ホリプロ）[3]
- 制作プロダクション - ホリプロ[3]
- 制作著作 - 読売テレビ[3]

### 放送日程
| 各話   | 放送日  | サブタイトル                        | 脚本       | 監督              |
| ------ | ------- | ----------------------------------- | ---------- | ----------------- |
| 第1話  | 7月20日 | 浮かび上がる秘密…暴かれる裏の顔…    | 田辺茂範   | 菊地健雄          |
| 第2話  | 7月27日 | 崩れ落ちていく人生…なぜ妻と愛人が…  | 田辺茂範   | 菊地健雄          |
| 第3話  | 8月03日 | 渦巻く女性たちの思惑…交錯する秘密…  | 田辺茂範   | 高橋名月          |
| 第4話  | 8月10日 | 動き出す秘密の計画…事件の新たな謎が | 大林利江子 | 高橋名月 古畑耕平 |
| 第5話  | 8月18日 | “偽装自殺”計画の幕開け…完全犯罪へ   | 谷口純一郎 | 菊地健雄          |
| 第6話  | 8月24日 | 綻び始める犯罪計画…浮かび上がる陰謀 | 田辺茂範   | 古畑耕平          |
| 第7話  | 9月01日 | 破滅へと導く女の陰謀と裏切り…       | 大林利江子 | 菊地健雄          |
| 第8話  | 9月08日 | 崩壊する完全犯罪…ついに計画の裏側が | 田辺茂範   | 高橋名月 古畑耕平 |
| 第9話  | 9月15日 | 完全犯罪の終焉…絶望への幕開け…      | 大林利江子 | 古畑耕平          |
| 最終話 | 9月22日 | ただ幸せになりたかっただけなの      | 田辺茂範   | 菊地健雄          |

- 第5話は「FIBAバスケットボールワールドカップ2023 直前強化試合  日本 ×  フランス」の放送に伴い、5分繰り下げ、翌0時4分 - 0時59分に放送。
- 第7話は「FIBAバスケットボールワールドカップ2023 順位決定ラウンド  日本 ×  ベネズエラ」の放送に伴い、15分繰り下げ、翌0時14分 - 1時9分に放送。
- 第8話・第9話、最終話は「news zero」の放送拡大に伴い、10分繰り下げ翌0時9分 - 1時4分に放送。

| 読売テレビ製作・日本テレビ系列 木曜ドラマ | 読売テレビ製作・日本テレビ系列 木曜ドラマ  | 読売テレビ製作・日本テレビ系列 木曜ドラマ                       |
| 前番組                                    | 番組名                                     | 次番組                                                          |
| ----------------------------------------- | ------------------------------------------ | --------------------------------------------------------------- |
| 勝利の法廷式 （2023年4月13日 - 6月15日）  | 彼女たちの犯罪 （2023年7月20日 - 9月22日） | ブラックファミリア 〜新堂家の復讐〜 （2023年10月6日 - 12月7日） |